# Crisnée
Crisnée är en kommun i Belgien.   Den ligger i provinsen Liège och regionen Vallonien, i den östra delen av landet, 80 km öster om huvudstaden Bryssel. Antalet invånare är 2 990.
Trakten runt Crisnée består till största delen av jordbruksmark. Runt Crisnée är det tätbefolkat, med 511 invånare per kvadratkilometer.